# Bematistes leopoldina
Bematistes leopoldina is een vlinder uit de familie van de Nymphalidae. De wetenschappelijke naam van de soort is voor het eerst voorgesteld als Planema leopoldina door Per Olof Christopher Aurivillius in een publicatie uit 1895.
De soort komt voor in Kameroen, Gabon, Zuid-Congo-Kinshasa en Angola.